# Zinho Vanheusden
Zinho Vanheusden, född 29 juli 1999, är en belgisk fotbollsspelare (mittback) som spelar för Standard Liège, på lån från Inter. Han har även representerat Belgiens landslag.

## Klubbkarriär
Vanheusden gick 2015 till Inters ungdomsakademi, efter att ha spelat i Standard Lièges ungdomsverksamhet i sju säsonger. Under de sista matcherna av säsongen 2016/2017 blev han uppflyttad i A-laget i Serie A. Vanheusden var även med som avbytare i några matcher under säsongen 2017/202018, han fick dock ingen speltid . Säsongen 2016/2017 var han ordinarie startspelare i U19-laget och vann då Campionato Nazionale Primavera. Den 27 september 2017 skadade Vanheusden korsbandet i en match i Uefa Youth League mot det ukrainska laget Dynamo Kiev. Skadan höll honom ur spel i fyra månader. Den 26 januari 2018 förlängde Vanheusden sitt kontrakt med Inter till juni 2022.
Den 30 januari 2018  anslöt sig Vanheusden till Standard Liège för resten av säsongen, med en option att förlänga med ytterligare ett år. Vanheusden gjorde sin debut i A-laget i Jupiler Pro League i en match mot KAA Gent den 14 april 2018. Matchen slutade 1–0.
Den 28 juni 2019 tecknade Vanheusden ett permanent kontrakt med Standard Liège som köpte honom för 12,5 miljoner euro. Därmed passerade han Nicolae Stancius rekord som den dyraste värvningen av en belgisk klubb. 
Den 13 juli 2021 blev Vanheusden klar för en återkomst i Inter. En vecka senare lånades han ut till Genoa på ett säsongslån.

## Landslagskarriär
Vanheusden gjorde sitt landslagsdebut för Belgien i en vänskapsmatch mot Elfenbenskusten den 8 oktober 2020. Matchen slutade 1–1.

## Privatliv
Vanheusden fick sitt förnamn efter den brasilianska fotbollsspelaren Zinho.